# Piramusz
A Piramusz a görög 'Püramosz férfinévből származik, jelentése ismeretlen.

## Gyakorisága
Az 1990-es években szórványos név, a 2000-es években nem szerepel a 100 leggyakoribb férfinév között.

## Névnapok
- június 9.[2]

## Híres Piramuszok
- Püramosz: babiloni mondahős, akinek Thisbével való tragikus szerelmi történetét Ovidius dolgozta fel.